# 若望·普亞茨
若望·普亞茨（1930年11月14日—）是拉脫維亞籍天主教司鐸級樞機及里加總教區榮休總主教。

## 生平
若望·普亞茨於1930年11月14日阿紫拉脫維亞Latgale的Nautrēni parish出生。他入讀拉脫維亞首都里加的神學院，直到蘇聯於1951年關閉了這神學院。兩個月後即1951年3月29日，他在秘密儀式下晉鐸。他除了自己的母語拉脫維亞語，還能講俄語，波蘭語、立陶宛語、德語和拉丁語。
他於1991年6月1日晉牧，並獲教宗若望保祿二世任命為里加總教區總主教。他於1998年2月21日被秘密冊封為司鐸級樞機，直至2001年2月21日才正式公開披露。他曾參與2005年教宗選舉秘密會議。他於2010年6月19日因年齡原因而榮休，及由茲比格涅夫斯·斯坦克維奇斯接任里加總教區正權總主教。